# یالگیز-ترک (شهرستان نارین)
یالگیز-ترک (به لاتین: Jalgyz-Terek) یک منطقهٔ مسکونی در قرقیزستان است که در شهرستان نارین واقع شده‌است. یالگیز-ترک ۱٬۱۵۷ نفر جمعیت دارد.